# Parafia św. Kazimierza w Mikorowie
Parafia świętego Kazimierza w Mikorowie – parafia rzymskokatolicka, znajdująca się w diecezji pelplińskiej, w dekanacie Łupawa.